# Proserpina

Proserpina, Ölgemälde von Dante Gabriel Rossetti (1874)

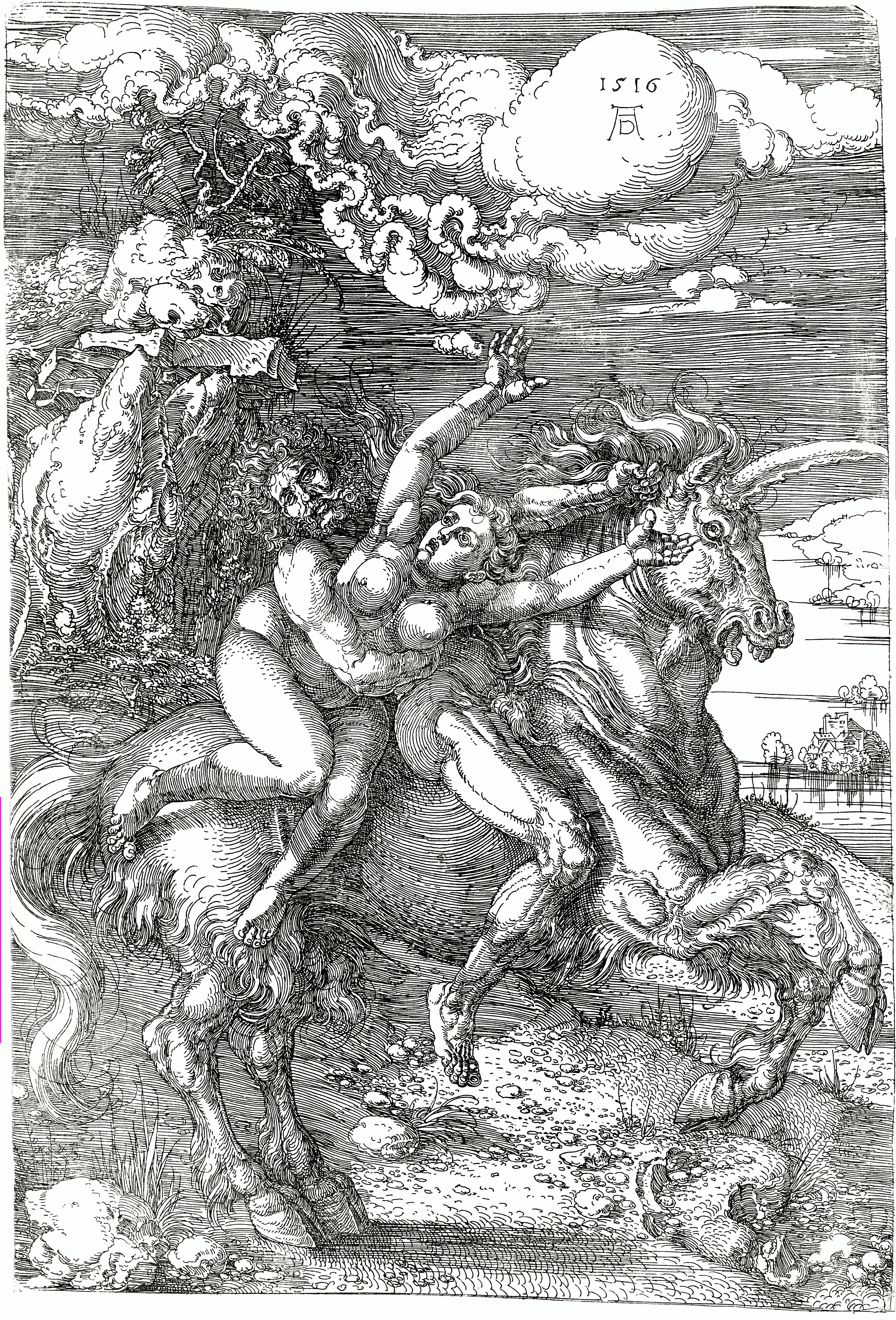
Die Entführung auf dem Einhorn (Der Raub der Proserpina), Eisenradierung von Albrecht Dürer (1516)

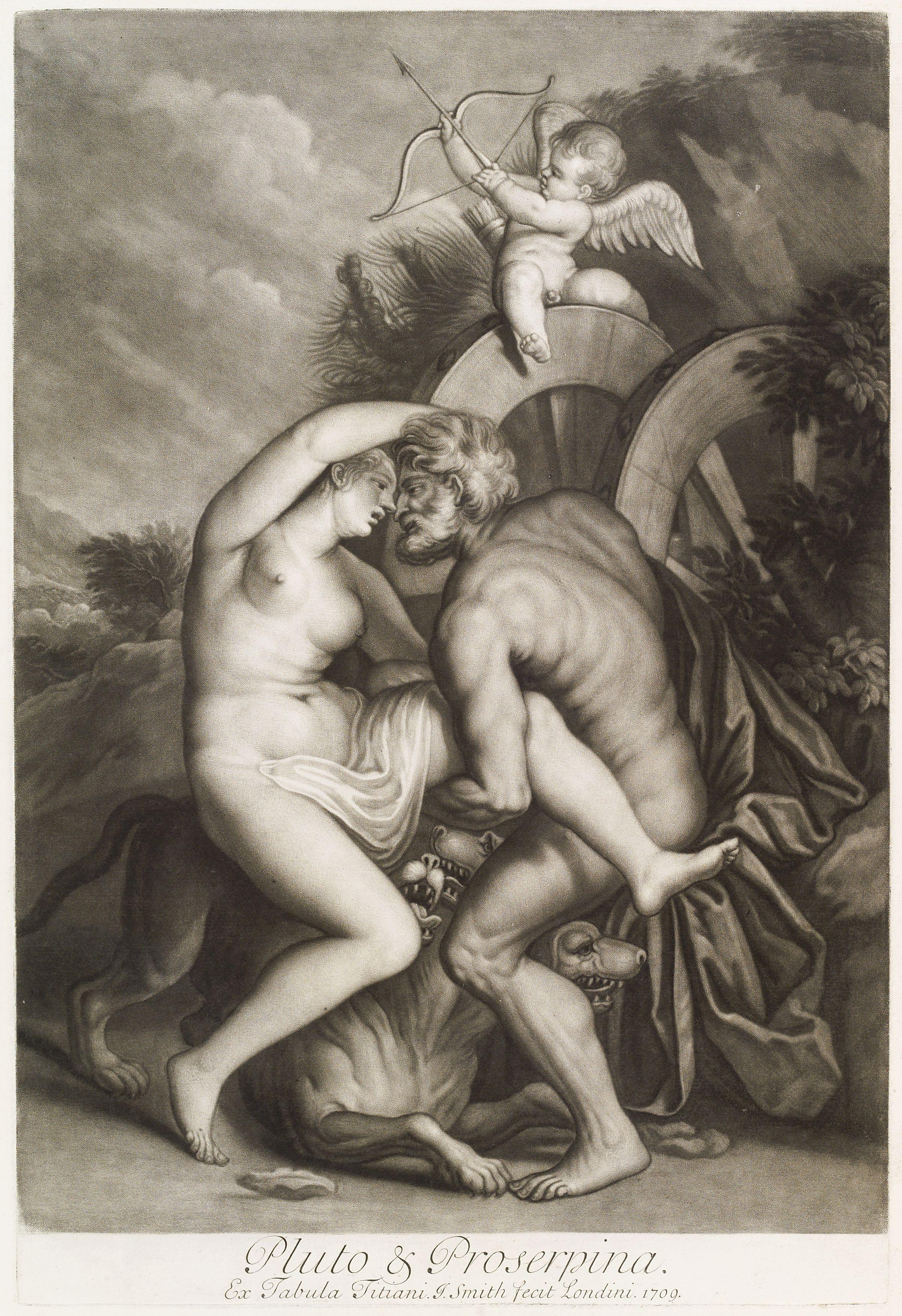
Die Liebe der Götter: Pluto und Proserpina, Mezzotinto, von John Smith, nach Tizian (1709)

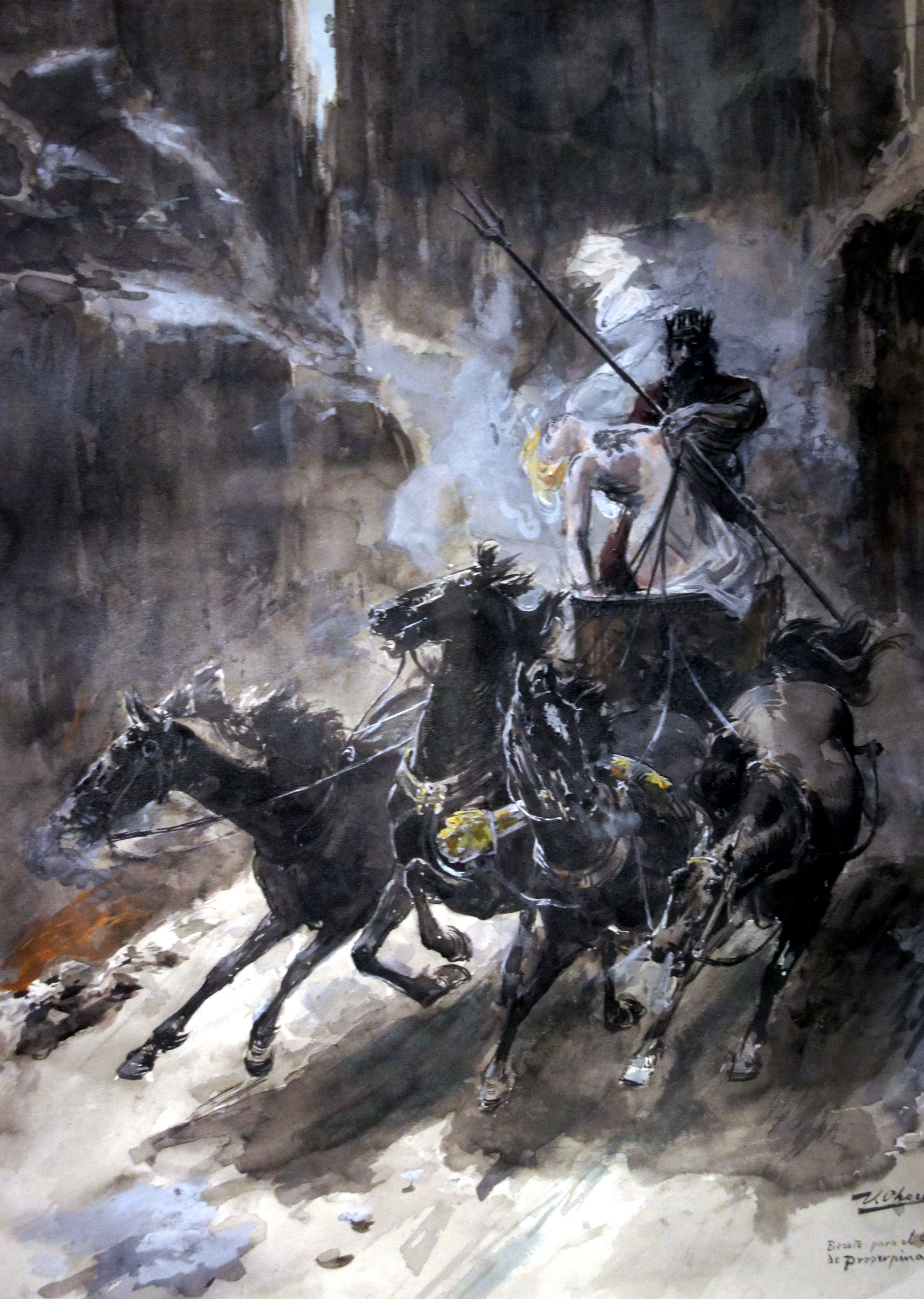
Der Raub der Proserpina, Tusche und Gouache, von Ulpiano Checa (1888)

Proserpina ist eine römische Gottheit. Sie ist die Tochter des Jupiter und der Ceres und Gattin des Pluto, der sie in die Unterwelt entführte und zu seiner Gemahlin machte. Sie ist die Herrscherin über die Toten und Königin der Unterwelt. Sie entspricht der Persephone in der griechischen Mythologie.
Bei Varro wird der Name abgeleitet von proserpere („hervorkriechen“, „hervorschlängeln“), bezogen auf den aus der (Unterwelt der) Erde kriechenden Getreidekeim.

## Mythos
Pluto bat Jupiter um die Hand der Proserpina, doch der meinte, dass ihre Mutter Ceres es niemals gestatten würde, dass ihre Tochter im düsteren Tartaros leben müsste, stellte es ihm aber frei, sie zu entführen, was Pluto dann auch tat. Auf einer Wiese an den Hängen des Ätna, wo Proserpina Blumen pflückte, erschien Pluto mit seinem von vier Rappen gezogenen Wagen und schleppte die sich sträubende Proserpina hinab in die Unterwelt. Während Proserpina von Pluto zum Wagen geschleppt wurde, rief sie voller Verzweiflung ihre Freunde und ihre Mutter. Doch niemand hörte sie. Später machte sich Ceres aus großer Sorge auf die Suche nach ihrer Tochter, konnte sie aber nirgends finden. Schließlich erfuhr sie über die Entführung ihrer Tochter von der Quellnymphe Kyane, die an ihrer Quelle saß, als Pluto mit Proserpina in seinem Wagen vorbeiraste.  Die untröstliche Mutter erzwang schließlich Jupiters Einverständnis, dass Proserpina nur die Hälfte des Jahres in der Unterwelt verbringen müsse.
Die Mythologie der Proserpina entspricht der Mythologie der Persephone, es handelt sich überhaupt wohl um eine sehr weitgehende Übernahme der eleusinischen Gottheit durch die Römer, verknüpft mit dem Populärwerden der Mysterien von Eleusis im Römischen Reich ab dem 1. Jahrhundert v. Chr. Die Zerstörung des Heiligtums von Eleusis durch Alarich I. 395/396 könnte den spätantiken Dichter Claudian dazu angeregt haben, um 400 ein Epos über den „Raub der Proserpina“ (De raptu Proserpinae) zu schreiben, das den Gründungsmythos von Eleusis behandelt.

## Kult
In der Grabplastik und Grabmalerei erscheint der Raub der Proserpina ab etwa 100. Dabei wurden bei weiblichen Toten deren Gesichtszüge denen der in die Unterwelt verschleppten Proserpina angeglichen, so beim Grab der Vibia, wo die Identifizierung auch in der Beischrift verdeutlicht wird: abreptio Vibies et discensio („Raub und Entschwinden der Vibia“).
In der Domschatzkammer des Aachener Doms befindet sich der Proserpina-Sarkophag, in dem möglicherweise Karl der Große bestattet wurde.
Ab dem 1. Jahrhundert v. Chr. ist der Gebrauch des Namens der Proserpina in Fluchtexten belegt. In den Provinzen des römischen Reiches ist der Kult der Proserpina aus Votivinschriften vielfach belegt, besonders in Spanien und in den Donauprovinzen. Heiligtümer und Kultbilder sind in Vibo Valentia und auf Malta bezeugt.